# Guerguitiáin
Guerguitiáin (Gergetiain en euskera) es un despoblado español del municipio de Izagaondoa, perteneciente a la Comunidad Foral de Navarra.

## Toponimia
El lugar puede aparecer referido como «Guerguitiáin» y «Guerguetiain».

## Historia
Hacia mediados del siglo XIX, el lugar, ya por entonces perteneciente a Izagaondoa, tenía contabilizada una población de veinte habitantes. Aparece descrito en el noveno volumen del Diccionario geográfico-estadístico-histórico de España y sus posesiones de Ultramar de Pascual Madoz con las siguientes palabras:

GUERGUETIAIN: l. del ayunt. y valle de Izagaondoa, en la prov. y c. g. de Navarra, aud. terr. y dióc. de Pamplona (5 leg.), part. jud. de Aoiz (3). sit. en llano y á la falda S. del monte Izaga. clima frio: tiene 3 casas de pocas comodidades, igl. parr. (San Martin) servida por un abad, cura de entrada, de provision del diocesano, y cementerio próximo á la igl.: para beber y demas usos domésticos se surten los vec. de las aguas de un arroyo y una fuente. El térm. confina N. Iranoz; E. Indurain; S. Bersolla, y O. Ziligueta; siendo su estension de 1/2 leg. por todos lados: dentro de esta circunferencia hay un monte de poca consideracion con robles y pinos, y cantedras de piedra caliza. El terreno es en su mayor parte arenisco y de secano; le baña ademas del espresado otro arroyo que con aquel trae su origen del Izaga, y reuniéndose á 1/4 de hora del pueblo toma el nombre de barranco de Aizpe. Los caminos son de travesia á los lugares limítrofes, y malos. El correo se recibe por el balijero del valle. prod.: trigo, maiz, cebada, avena, patatas y legumbres: cria ganado lanar, y caza de perdices, zorros y liebres. pobl. 3 vec., 20 alm. riqueza: con el valle. (V.).
(Madoz, 1847, p. 64)

En 2022, no tenía empadronado ningún habitante.

## Patrimonio
Hay en el lugar una iglesia de San Martín.